# そのひとがうたうとき
「そのひとがうたうとき」は、谷川俊太郎による詩。詩集『どきん』（理論社、1983年）に収録されている。漢字が一切使われておらず、平仮名のみで書かれている。

## 合唱曲
これまでに複数の作曲家によって付曲されている。
松下耕は1998年に最初に作曲した。混声・女声・男声の各版があり、2004年出版の混声合唱曲集『そのひとがうたうとき』の1曲として収録された。女声版は2006年、男声版の曲集は2010年に出版された。未出版であるが、北京語ヴァージョン（『當歌聲響起的時候』）も演奏されたことがある。
木下牧子が作曲したものは、1999年に混声三部合唱曲として発表された。翌年に委嘱作品として混声四部版も作られ、後に教育芸術社よりピース譜が出版されている。
この他、青島広志（『演奏会用混声合唱曲集 鐘のなる街』音楽之友社）、岩河智子（不詳。JASRACの「作品データベース検索サービス」に登録）、大森誠（『連作歌曲 海の駅』音楽之友社）、谷川賢作（CD『谷川俊太郎 SONG BOOK』プライエイド）、寺嶋陸也（音楽之友社『教育音楽』に掲載）による作曲がある。